# Mur des Fédérés

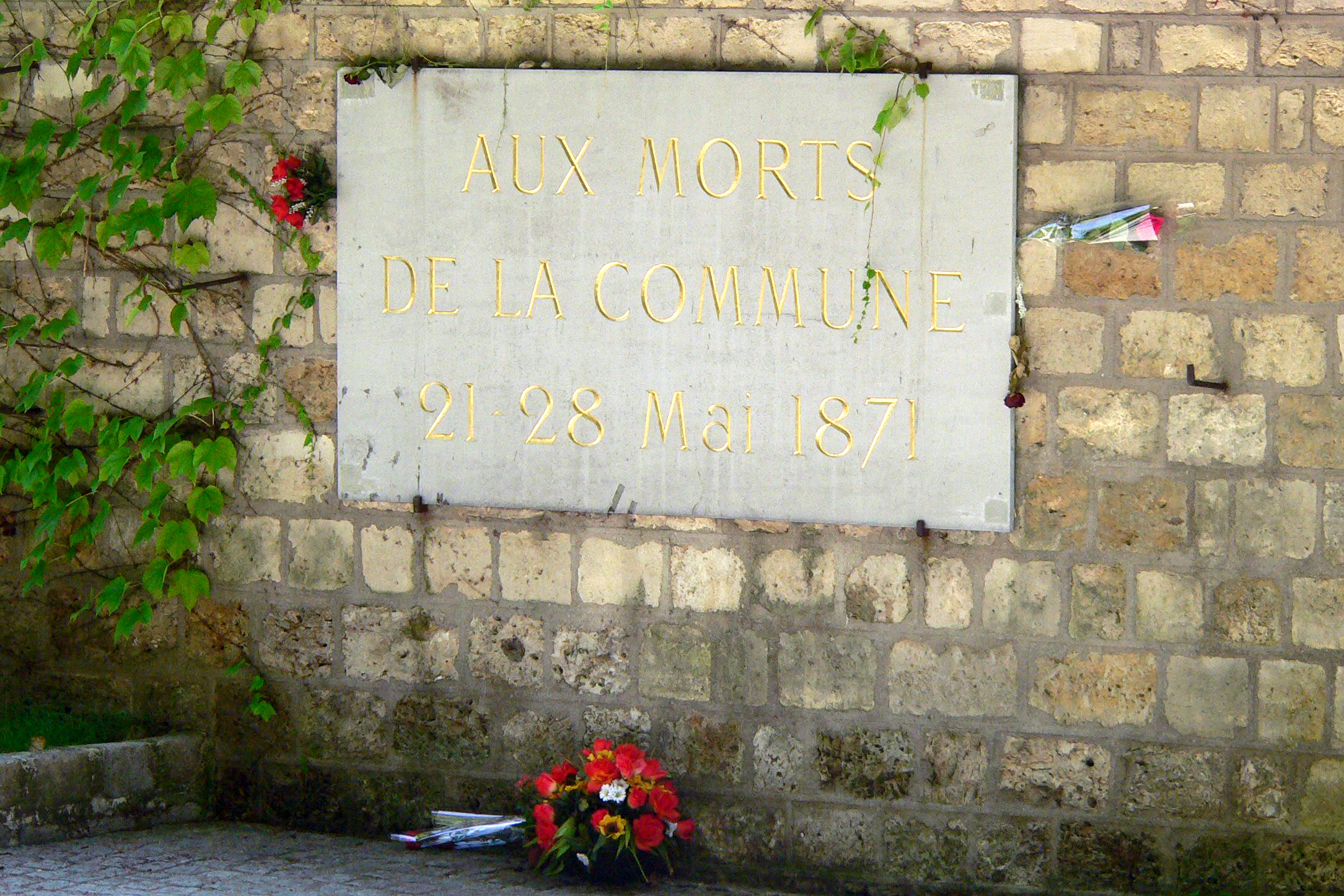
Gedenktafel an der Mur des Fédérés auf dem Friedhof Père-Lachaise

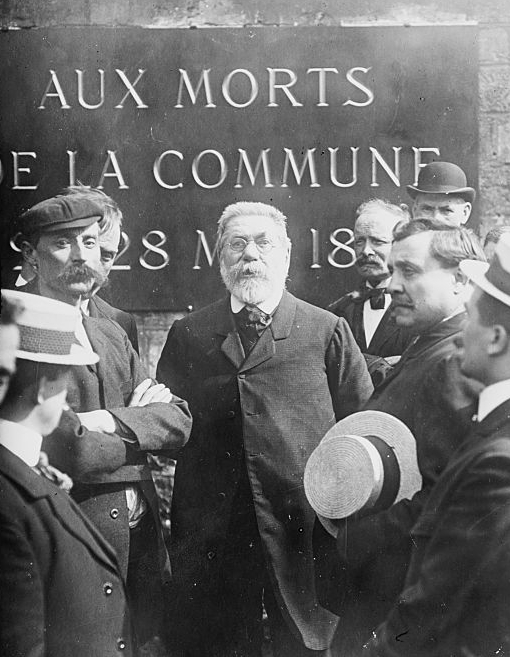
Sozialistische Kundgebung bei der Mur des Fédérés im Mai 1908, mit Édouard Vaillant (Bildmitte), einem überlebenden Beteiligten der Pariser Kommune und Politiker der SFIO

Die Mauer der Commune (Mur des Fédérés) (dt.: Mauer der Föderierten, Mauer der Verbundenen, oder Kommunardenmauer) ist eine Gedenkstätte auf dem Pariser Friedhof Père-Lachaise.
Gegen Ende der „Blutigen Maiwoche“ verschanzten sich die letzten Kämpfer der Pariser Kommune auf dem Friedhof, 147 von ihnen wurden am 28. Mai 1871 mit Maschinengewehren erschossen und in einem Massengrab unweit der Mauer verscharrt. In der Folge wurden Tausende von Kommunarden kurzerhand hingerichtet. 
Die „Mauer der Kommune“ ist für die französische Linke ein Symbol für den Freiheitskampf des Volkes und gegen staatliche Repression. Viele Protagonisten der Französischen Kommunistischen Partei, besonders jene, die in der Résistance kämpften, sind in der Nähe beigesetzt.
Die Geschichte der Kommune blieb im Gedächtnis der Linken und der Arbeiterbewegung, die sich innerhalb weniger Jahre rekonstituierte.
Die erste Demonstration zur Mauer der Kommune fand bereits am 23. Mai 1880, nach einem Aufruf von Jules Guesde statt. 25.000 Menschen, viele mit einer symbolischen roten Rose im Knopfloch, mussten sich gegen aufmarschierte Polizeikräfte wehren. Zwei Monate später wurden die überlebenden Kommunarden amnestiert.
Seitdem findet jedes Jahr in der letzten Maiwoche die Demonstration zu dieser symbolischen Stelle statt. Die von Léon Blum und Maurice Thorez angeführte Kundgebung am 23. Mai 1936 (einige Wochen nach Regierungsantritt der Volksfront) verzeichnete die Rekordbeteiligung von 600.000 Menschen.

„Tombe sans croix et sans chapelle, sans lys d’or, sans vitraux d’azur, quand le peuple en parle, il l’appelle ‚le Mur‘.“

„Grabstelle ohne Kreuz und ohne Kapelle, ohne goldene Lilien und ohne himmelblaue Kirchenfenster, wenn die Menschen über sie sprechen, sagen sie ‚die Mauer‘.“